# Pereliski Wielkie (rejon złoczowski)
Pereliski Wielkie  (ukr. Великі Переліски) – wieś na Ukrainie w rejonie złoczowskim obwodu lwowskiego.
Do 2020 w rejonie brodzkim. 